# Silvia León
Silvia Margarita León Padilla (ur. 22 lutego 1958 w Limie) – peruwiańska siatkarka. Reprezentantka kraju na igrzyskach olimpijskich w Moskwie. Zdobyła srebrny medal na mistrzostwach świata w siatkówce kobiet w Peru, ponadto zajęła drugie miejsce z drużyną narodową na igrzyskach panamerykańskich w 1979.